# 꽃기린
꽃기린은 마다가스카르를 원산지로 하는 다육식물로 집안에서 화분에 많이 심으며 열대지방에서는 관목을 정원에 심고있다.

## 이름
영어로는 그리스도의 식물, 그리스도의 가시, 가시 면류관이라는 이름을 가지고 있다.

## 생태

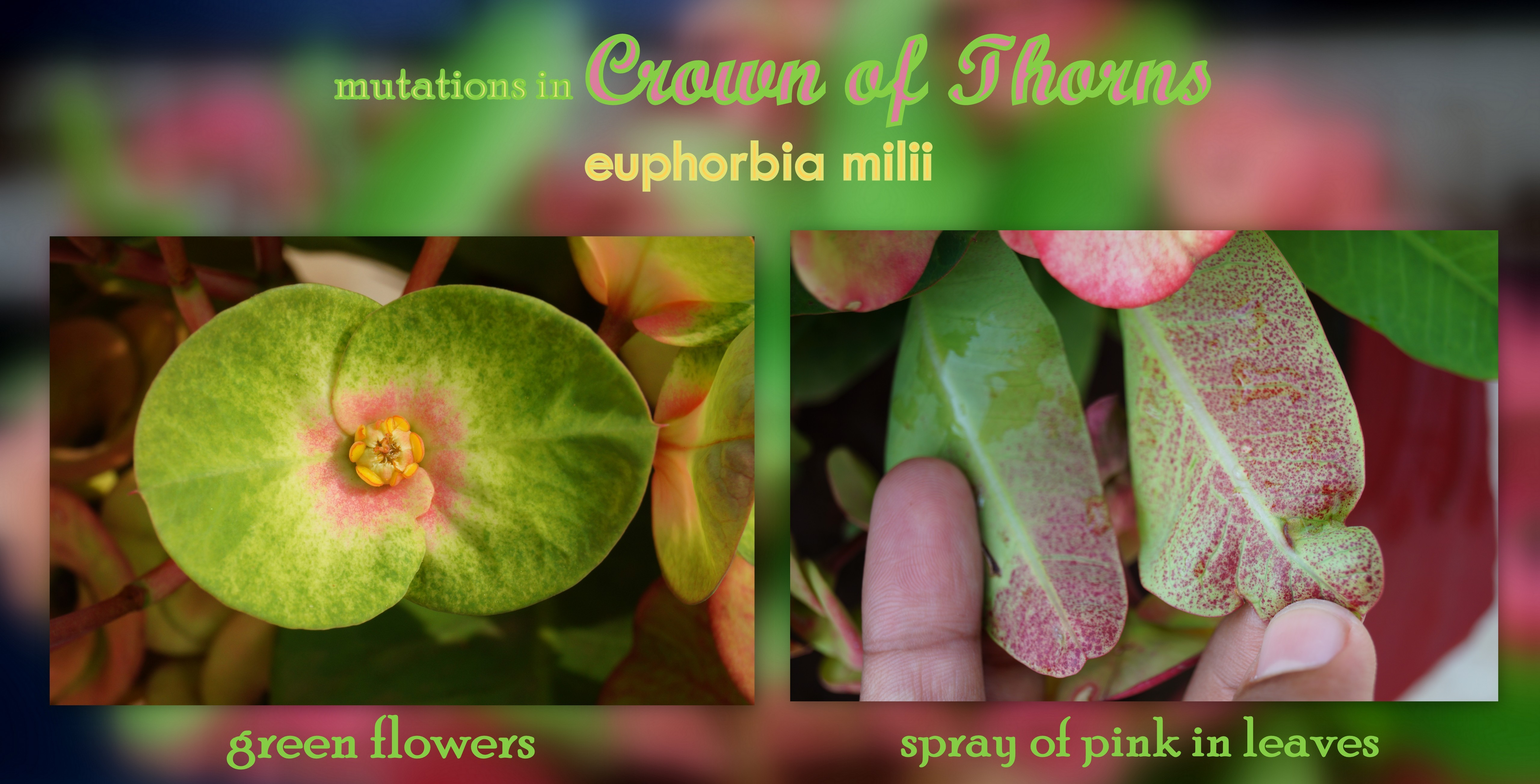

꽃은 일년내내 계속 피지만 북반구에서는 겨울철에 가장 많이 핀다. 가지가 땅 위를 옆으로 기면서 자라 덩굴식물처럼 보이는데 2m 이상 뻗는다. 마다가스카르에서 자라는 꽃기린은 잎이 넓은 타원형이고 억센 회색 가시가 달리며, 자라면서 낙엽이 져 떨어진다. 꽃은 작고 짝을 이뤄 피는데, 2장의 잎처럼 생긴 연붉은색 포가 꽃 바로 아래쪽에 달린다. 포의 색은 노란색 또는 진한 붉은색으로 되기도 한다. 온실에서 흔히 볼 수 있는 식물로 2장의 포가 꽃잎처럼 보이나 실은 꽃잎이 아니고 포이며, 꽃은 2장의 포 사이에 조그맣게 핀다. 가지가 많이 나오며 화분 등에 심어도 잘 자란다.

## 갤러리

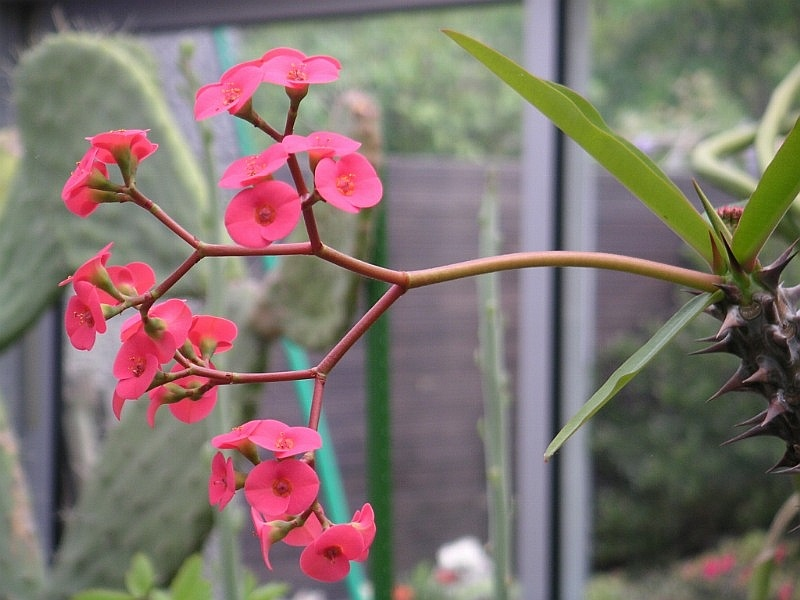
꽃기린
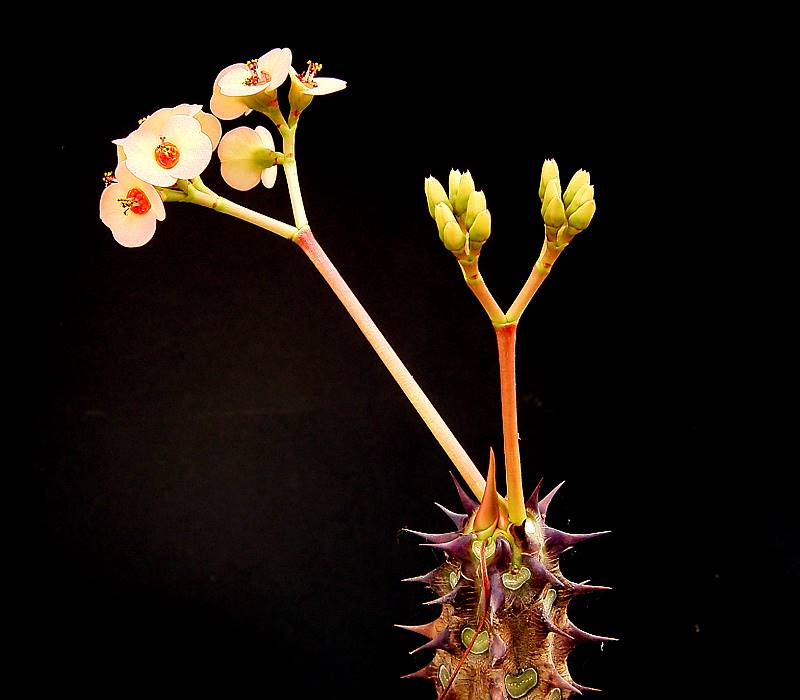
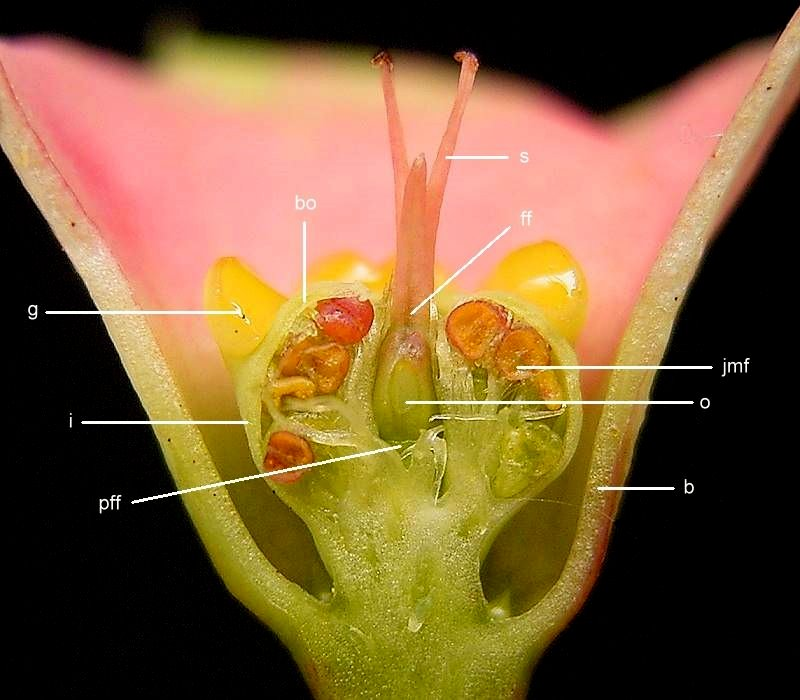
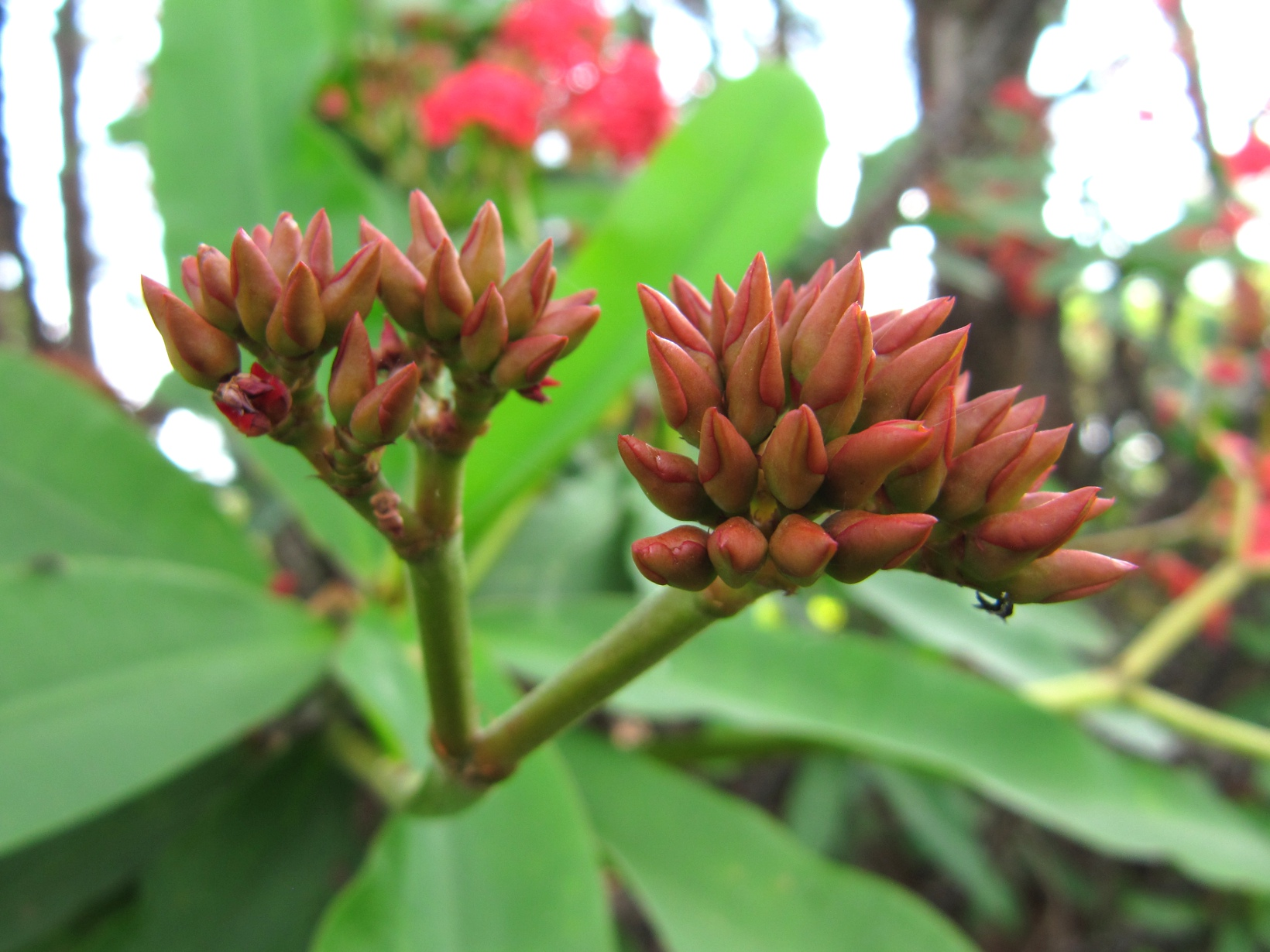
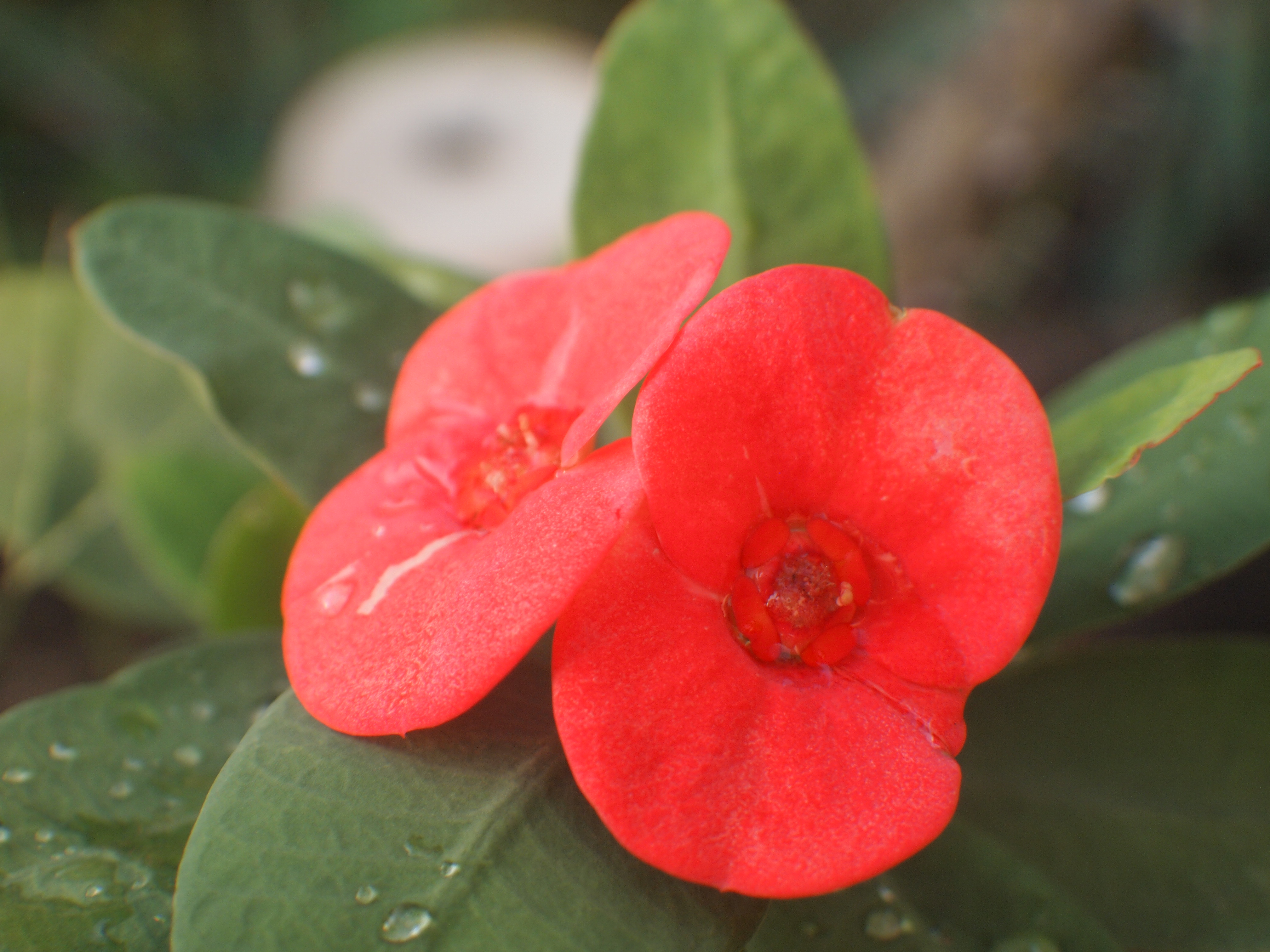
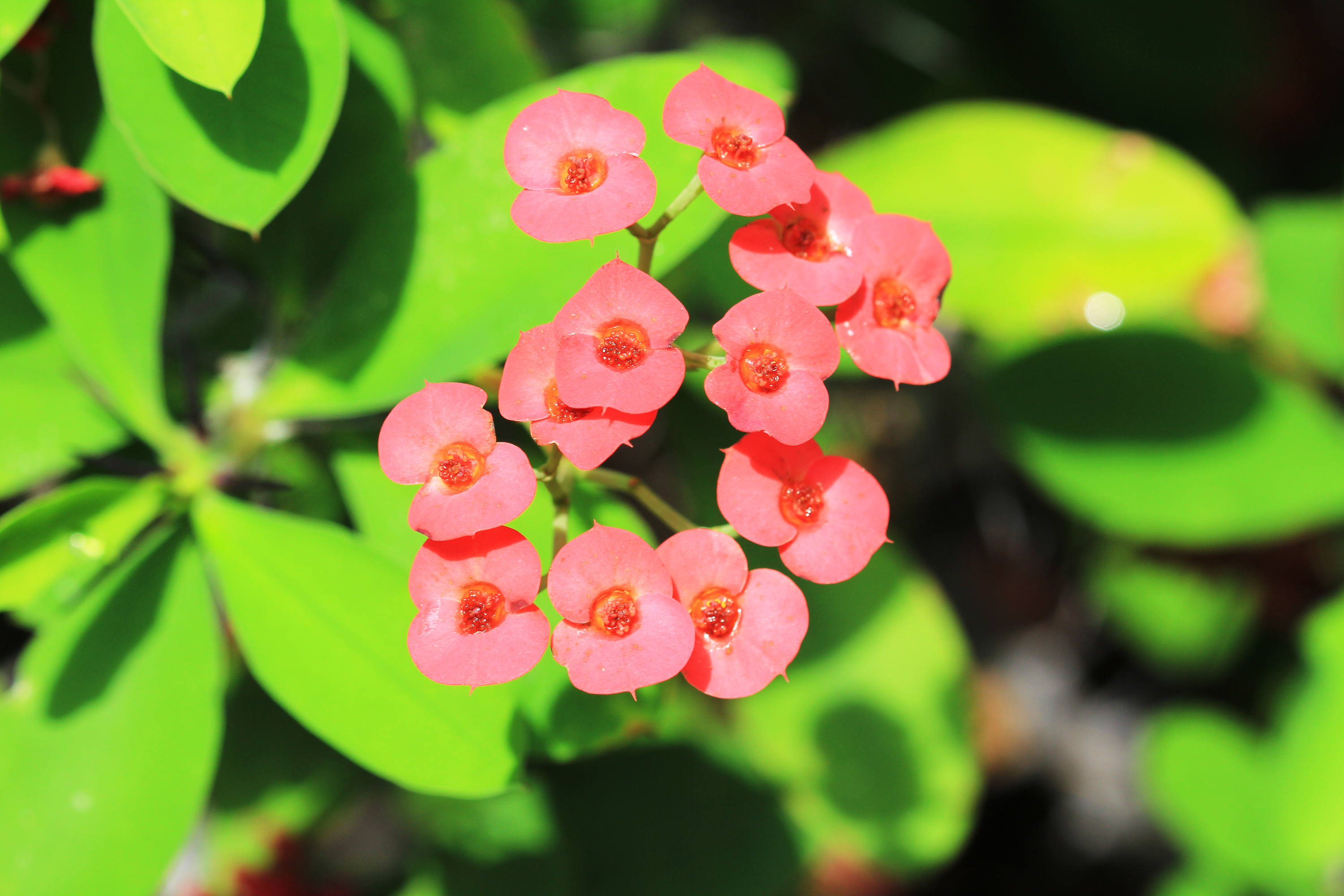